# Smith & Wesson Model 469
Smith & Wesson Model 469 (также известный как 9-мм модель 469 от англ. 9mm Model 469) — автоматический пистолет компании Smith & Wesson, представляющий собой намеренно укороченную  модель 459. Model 469 был разработан в соответствии с требованиями ВВС США.

## Описание
Разработчики сделали для оружия укороченную рамку с изогнутым, как у модели 459, задним торцом рукоятки и выгнутой в обратную сторону предохранительной скобой. Модель 469 снабжалась также курком без хвостовика, а весь пистолет целиком, включая рамку из облегченного сплава и стальной затвор-кожух, полировался пескоструйным аппаратом. На рамке рукоятки монтировались шероховатые пластиковые щечки, а выступ крышки магазина служил дополнительным упором для кисти руки.